# 요한 피스카토르

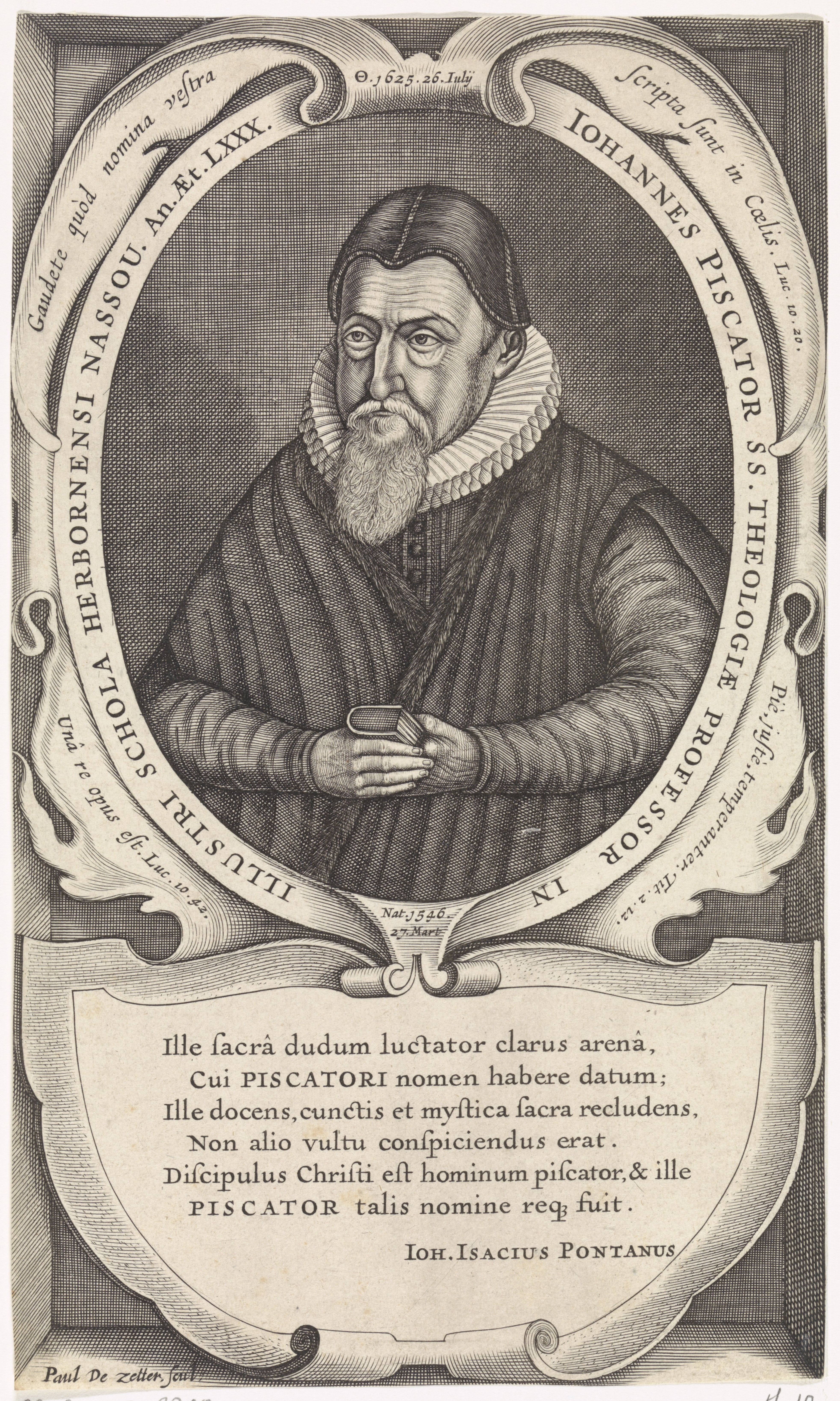
요한 피스카토르

요한 피스카토르 (Johannes Piscator, 1546년 3월 27일 - 1625년 7월 26일) 독일의 개혁주의 신학자이다.

## 특징
피스카토르는 개혁주의 내에서 그리스도의 능동적 순종교리를 부인하는 몇몇 안되는 신학자이다. 이런 영향으로 인해, 그는 타락전 선택설을 주장하게 되며, 결국엔 아르미니우스주의자가 되었다.
또한 그는 라뮈즘을 사용한 개혁자이다.
성경을 독일어로 번역했고 신구약 모두 주석을 저술하였다.

### 칭의논쟁
그는 칭의에 대하여 단순히 죄를 용서하는 것이라고 단정지었다. 이것은 그가 그리스도의 능동적 순종이 의의전가가된다는 것을 부인하는 논리였다. 그는 만일 그리스도의 율법에 대한 순종이 의의전가가 되어 칭의가 된다면, 그리스도인들은 율법을 지킬 필요가 없다고 주장하였다. 칭의에 대하여 그리스도의 의가 사람에게 전가되는 데, 그 사람은 그리스도의 죽음으로 샀기 때문에 그는 죄인으로 보여지지 않는다고 주장했다. 이 주장은 단순히 그리스도의 죽음만으로 율법의 완전한 순종을 의미하므로 의의 전가가 충분하다는 뜻으로 해석되었다.
찰스 핫지는 그의 조직신학에서 피스카토르가 개혁주의 안에서 처음으로 칭의교리를 벗어난 자라고 주장하였다.

### 황금 사슬
그는 로마서의 주석에서 8:29-30 절에 대하여 황금 사슬이 포함되어 있으며, 이것은 바로 구원의 정도 또는 단계라고 묘사하였다.

## 저서
- Aphorismi Doctrinae Christianae

## 관련 서적
- Doctrine in Development: Johannes Piscator And Debates Over Christ's Active Obedience ( Herber Carlos De Campos, Jr.,Reformed Heritage Books)